# سنگ‌چشم بیشه چهاررنگ
سنگ‌چشم بیشه چهاررنگ یا سنگ‌چشم بیشه پُرشکوه (نام علمی: Telophorus viridis) نام یک گونه از تیره سنگ‌چشم بیشه است.